# ديفيد كلارك (لاعب كرة قدم أسترالية أسترالي)
ديفيد كلارك (بالإنجليزية: David Clarke)‏ هو لاعب كرة قدم أسترالية أسترالي، ولد في 31 ديسمبر 1952.

## وصلات خارجية
- دايفيد إي. كلارك على موقع AustralianFootball.com (الإنجليزية)
- دايفيد إي. كلارك على موقع AFLtables.com (الإنجليزية)